# Bomarion boavidai
Bomarion boavidai är en skalbaggsart som beskrevs av Martins 1968. Bomarion boavidai ingår i släktet Bomarion och familjen långhorningar. Inga underarter finns listade.